# Harald Grundström
Harald Grundström, född 17 maj 1885 i Jörns socken, död 31 augusti 1960 i Uppsala, var en svensk präst och författare.

## Biografi
Harald Grundström var son till folkskolläraren Gustaf Grundström. Efter mogenhetsexamen vid Fjellstedtska skolan 1907 blev han student vid Uppsala universitet där han avlade en teologisk-filosofisk examen 1908, teologie kandidatexamen 1911, varpå han samma år avlade folkskollärarexamen och prästvigdes i Luleå domkyrka. 1915 blev Grundström komminister i Jokkmokks församling, där han pensionerades 1952. Under sin tid som präst i församlingen blev han mycket kunnig i lulesamiska och genomförde en omfattande dokumentation av äldre uttryck och talesätt på språket. Han gjorde även folklivsuppteckningar bland samerna, av vilka flera publicerades i museitidskriften Norrbotten, bland annat Anta Piraks levnadsbeskrivning. Grundström översatte och bearbetade 144 psalmer till den nya samiska psalmboken. Hans största arbete är Lulelapsk ordbok, som utgavs i fyra band 1946–1954. År 1959 utgav han ett återfunnet manuskript av Lars Levi Læstadius, Fragmenter i lappska mythologien.
Grundström blev 1944 filosofie hedersdoktor vid Uppsala universitet, 1947 korresponderande ledamot av Kungliga Vitterhets Historie och Antikvitets Akademien och 1950 ordinarie ledamot av samma akademi. År 1938 blev han ledamot av Vasaorden.
Grundström var gift med Kerstin Johansson (1901–1988), som var dotter till flottningschefen Carl Edvin Johansson. Makarna fick fem barn och är gravsatta på Uppsala gamla kyrkogård.